# Tu viện Thánh Augustine
Tu viện Thánh Augustinô là một tu viện dòng Biển Đức nằm ở Canterbury, Kent, Anh. Tu viện được thành lập vào năm 598 có chức năng như là một tu viện cho đến khi giải thể vào năm 1538 trong cuộc Cải cách tôn giáo ở Anh. Sau khi giải thể, tu viện phải trải qua những khoảng thời gian bị phá dỡ cho đến năm 1848, khi một phần của tu viện được sử dụng cho mục đích giáo dục, và di tích còn lại của tu viện được bảo tồn để phát huy giá trị lịch sử của nó.

## Lịch sử
Năm 598, Augustinô đến vùng đất của người Anglo-Saxon ở Anh để truyền giáo cho họ. Ông được cử đến bởi Giáo hoàng Grêgôriô I. Vua của Kent lúc này là Æthelberht (hoặc Ethelbert) thờ phụng trong một ngôi đền ngoại giáo nằm ngay bên ngoài bức tường của Canterbury về phía đông thành phố. Ethelbert đã kết hôn với Bertha, một người theo Kitô hữu. Theo truyền thống thì chỉ có nhà vua được phép ra vào tu viện và nhà thờ, kể cả khu vực xung quanh. Nhà vua cũng ra lệnh cho xây dựng nhà thờ ngày càng lộng lẫy hơn để giành riêng cho các tông đồ Phêrô và Phaolô. Một mục đích khác là để là nơi cư trú cho tu sĩ Augustinô và người anh trai. Ngoài ra, cả vua Ethelbert và tu sĩ Augustinô đều dự tính tu viện là nơi chôn cất của các Giám mục, Tổng giám mục và vua của Kent.
William Thorne là một tu sĩ, biên niên sử của tu viện thế kỷ 14 đã ghi, năm 598 là năm đặt nền móng cho tu viện. Các tòa nhà của tu viện có khả năng được xây dựng bằng gỗ theo phong cách Saxon và cũng có thể xây dựng một cách nhanh chóng nhất. Tuy nhiên, việc xây dựng nhà thờ với nền móng rắn chắc mất rất nhiều thời gian. Nhà thờ được hoàn thành và thánh hiến vào năm 613. Năm 624, cách đó không xa, con trai và là người kế nhiệm ngai vàng của vua Ethelbert là Eadbald đã thành lập một nhà thờ thứ hai thờ Thánh Mary và là nơi chôn cất hoàng gia của Kent. Các tu viện nổi tiếng và được biết đến như là Tu viện Thánh Augustinô sau cái chết của người sáng lập.
Trong hai thế kỷ sau đó, tu viện là thánh địa tôn giáo quan trọng nhất của vương quốc. Theo thời gian, tu viện ngày dần trở thành một thư viện tôn giáo cũng như các tài liệu kiến thức cổ điển. Tu viện có một phòng Scriptorium để ghi chép những bản thảo.

### Cải cách Dunstan
Dunstan là Tổng giám mục của Canterbury 959-988 là người đã tổ chức lại tu viện để phù hợp với nguyên tắc của dòng Biển Đức. Các tòa nhà được mở rộng và nhà thờ được xây dựng lại. Ông cũng sửa đổi hiến dâng của tu viện khi thêm cả Thánh Augustinô vào năm 978. Từ đó, tu viện được biết đến với tên là Tu viện Thánh Augustinô.

### Xâm lược của người Đan Mạch
Năm 1027, Knud Đại đế đã cho cướp bóc tất cả tài sản ở Minster-in-Thanet, bao gồm cả di tích của Thánh Mildrith. Nhưng tu viện đã không bị cướp bóc. Niềm tin vào sức mạnh kỳ diệu của thánh tích đã lan rộng khắp châu Âu, và nhiều người hành hương đã tới tu viện.

### Chinh phục của Norman
Sau Cuộc xâm lược Anh của người Norman năm 1066, William đã tịch thu toàn bộ đất đai nhưng ông vẫn tôn trọng tài sản của Giáo hội. Các tòa nhà Anglo-Saxon của tu viện được tái thiết theo hình thức của một tu viện Norman Biển Đức điển hình. Năm 1100, các tòa nhà hoàn toàn biến mất dưới một dinh thự kiến trúc Roman. Sau đó nó được xây dựng lại sau một đám cháy lớn năm 1168. Ngọn lửa cũng đã thiêu rụi những tài liệu ít ỏi về lịch sử trong giai đoạn trước.